# Place de l'Oratoire (Nantes)
Pour les articles homonymes, voir Place de l'Oratoire.
La place de l'Oratoire est située à Nantes (Loire-Atlantique), en France.

## Situation et accès
Située dans le quartier Malakoff - Saint-Donatien, la partie ouest de la place longe la rue Henri-IV, tandis que sur son côté sud débouche la rue Georges-Clemenceau. Elle est pavée et ouverte à la circulation, mais la plus grande partie de sa surface sert de parking.

## Origine du nom
Son nom évoque la présence de la chapelle de l'Oratoire qui se trouve sur le côte est la place.

## Historique
Les Oratoriens s'installent à Nantes en 1619. Cependant, sous la pression de la municipalité, les religieux sont contraints de s'établir dans ce lieu situé alors en dehors des murs de la ville. Ils acquièrent le domaine des Hayes, composé de trois bâtiments réunis dans un grand enclos. Ils prennent également possession des deux-tiers de la Mironnerie, propriété édifiée pour François Myron (ou Miron), général des finances de Bretagne et maire de Nantes de 1578 à 1580. Cette chapelle est construite entre 1651 et 1665, année où elle est consacrée,.
Sur un plan de la ville et de ses faubourgs dressé par François Cacault en 1756 et 1757, la place est représentée deux fois plus vaste qu'elle ne l'est aujourd'hui. En effet, l'aménagement du Cours Saint-Pierre dans les années qui vont suivre vont amputer une bonne partie de sa superficie.
En 1765, l'architecte Jean-Baptiste Ceineray procède à la création des cours Saint-Pierre et Saint-André ; le nivellement occasionné de la place de l'Oratoire impose la création d'un perron, le niveau du sol ayant été baissé,. Le même Ceineray dresse, en 1775, le plan de l'hôtel Lelasseur, contigu à la chapelle, sur sa façade sud, et l'hôtel Pépin de Bellisle, entre 1773 et 1776,, pour un noble, Julien Pépin de Bellisle, dont la famille est originaire de Saint-Malo. L'architecte s'oppose au souhait du propriétaire d'étendre le bâtiment au sud, sur la place de l'Oratoire. Ceineray avait, à l'origine, imaginé une place plus vaste, mais elle reste finalement un simple dégagement par rapport à la rue Henri-IV.
Devenue bien national, la chapelle devient le siège du tribunal criminel de la Loire-Inférieure durant la Révolution, puis caserne de gendarmerie, dépôt d'archives et musée d'archéologie, et, temporairement en 1848, siège d'un club politique, le « club de l'Oratoire ».
En 1858, c'est au tour de la façade nord de la chapelle d'être accolée à un immeuble, l'hôtel de Sesmaisons-Lucinge. La façade de la chapelle est dès lors encadrée par deux bâtiments massifs.

## Bâtiments remarquables et lieux de mémoire
| Monument                    | Adresse         | Coordonnées                        | Notice         | Protection | Date | Illustration                |
| --------------------------- | --------------- | ---------------------------------- | -------------- | ---------- | ---- | --------------------------- |
| Hôtel Lelasseur             | 13 rue Henri-IV | 47° 13′ 09″ nord, 1° 32′ 54″ ouest | « PA00108665 » | Classé     | 1952 | Hôtel Lelasseur             |
| Chapelle de l'Oratoire      |                 | à géolocaliser                     |                |            |      | Chapelle de l'Oratoire      |
| Hôtel de Sesmaisons-Lucinge |                 | à géolocaliser                     |                |            |      | Hôtel de Sesmaisons-Lucinge |